# Březina (Zbraslav)
Březina (německy Brzesina) je osada, součást obce Zbraslav v okrese Brno-venkov. Tvoří jednu ze dvou základních sídelních jednotek obce.

## Historie
Osada Březina vznikla ve druhé polovině 18. století podél cesty z Rosic do Velké Bíteše, na návrší nad blízkou Zbraslaví, která se nachází v údolí potoka Žleb, na úplném západním okraji zbraslavského katastru. V roce 1826 se zde nacházel jeden statek a šest domků. Na křížení rosicko-bítešské cesty s místní komunikací ze Zbraslavi do Újezdu u Rosic byl později postaven kříž. Zástavba Březiny se postupně prodlužovala podél hlavní silnice směrem k Rosicím. Na jihovýchodním okraji osady se nachází sportovní areál místního oddílu FK Sokol Zbraslav.

## Obyvatelstvo
| Rok            | 1869 | 1880 | 1890 | 1900 | 1910 | 1921 | 1930 | 1950 | 1961 | 1970 | 1980 | 1991 | 2001 | 2011 | 2021 |
| -------------- | ---- | ---- | ---- | ---- | ---- | ---- | ---- | ---- | ---- | ---- | ---- | ---- | ---- | ---- | ---- |
| Počet obyvatel | 82   | 74   | 79   | 77   | 95   | 99   | 86   | 84   | —    | 114  | 121  | 108  | 108  | 126  | 152  |
| Počet domů     | 10   | 10   | 10   | 11   | 13   | 14   | 16   | 21   | —    | 33   | 37   | 41   | 42   | 44   | 56   |

Vývoj počtu obyvatel